# Stanislaus Francis Perry
Pour les articles homonymes, voir Perry.
Stanislaus F. Perry (1823-1898) est un ancien enseignant et un ancien homme politique canadien.

## Biographie
Stanislaus Francis Poirier dit Perry naît en 1823 à Tignish, à l'Île-du-Prince-Édouard. Après ses études élémentaires dans sa ville natale, il fréquente le collège catholique anglophone St. Andrew's, à Charlottetown. En 1843, il devient le premier Acadien de l'Île à recevoir un brevet d'instituteur de première classe du Bureau de l'éducation. Il devient juge de paix en 1851 et quitte l'enseignement en 1854. Il est nommé président de l'Assemblée législative de l'Île-du-Prince-Édouard en 1873. Au cours de sa carrière, il est élu treize fois député provincial et huit fois fédéral, à toutes les fois sous la bannière libérale. Il est attiré dans ce parti par la cause des milliers de locataires dépendant de grands propriétaires terriens. Il n'est pourtant pas un défenseur de la cause acadienne et il demande même le boycott de la Convention nationale acadienne de Miscouche en 1884.